# Гран-Канарія (аеропорт)
Аеропорт Гран-Канарія ((IATA: LPA, ICAO: GCLP), ісп. Aeropuerto de Gran Canaria), іноді називають Аеропорт Гандо) — аеропорт спільного базування на острові Гран-Канарія. Важливий вузол іспанських повітряних шляхів, є під орудою компанії AENA. Посідає п'яте в Іспанії місце за пасажирообігом та перевезенням вантажів, четверте − за кількістю перельотів, що обслуговуються. Це летовище займає відповідно перші місця за цими категоріями серед інших на Канарських островах. Аеропорт розташовано у східній частині Гран-Канарія у затоці Гандо (ісп. Bahía de Gando), за 19 км південніше центру міста Лас-Пальмас-де-Гран-Канарія. Гран-Канарія — другий острів, який приймає найбільше пасажирів з Канарських островів, після Тенерифе, який має два аеропорти.
Аеропорт є місцем пересадки для пасажирів, що прямують до Західної Африки (Марокко, Західна Сахара, Мавританія, Сенеґал, Кабо-Верде та інших), а також до атлантичних Азорських островів та Мадейри.
Аеропорт є хабом для:
- Binter Canarias
- Naysa
- Norwegian Air International
- Vueling
- Ryanair

## Історія
В 1919 р. уряди Іспанії та Франції виділили гроші на створення авіасполучення між Тулузою та Касабланкою. Проект включав також пересадочні зупинки в Малазі, Аліканте та Барселоні. Летовище відкрито 7 квітня 1930 р., після того як король Альфонс XIII підписав указ, згідно якого військова база в затоці Ґандо набувала статус цивільної. Після цього аеропорт став найбільшим повітряним вокзалом на Канарських островах.
В 1946-му відкрито пасажирський термінал, його будівництво зайняло два роки. Побудована в 1948-му злітна смуга, почала роботу в 1957 р.
В 1963-му побудовані нові місця для паркування, запущені нові аеродромні вогні. 1964-го відкрито нову радіо-передавальну станцію, 1966-го − нову вежу керування польотами, що замінила стару, побудовану 1946-го. У 1970-му відкрився пасажирський термінал, що працює донині. Ще один термінал відкрито 1973-го, в 1980 р. запущено нову злітну смугу.
18 лютого 1988 року перевізник Binter Canarias анонсував відкриття своєї бази на Гран-Канарія, її було запущено в роботу 26 березня 1989-го. У жовтні 1991-го термінал оновлено, щоб забезпечити більшу пасажировмісність.
У грудні 2010-го лоу-костер Ryanair оголосив про відкриття трьох нових баз на Канарахсічень 2016[джерело?]. На додаток до Ґран Канарії було відкрито «Ланзарот» та «Тенерифе Південний». На разі Ryanair обслуговує 30 напрямків з Гран-Канарії. Це летовище також використовувалось NASA як додаткове рятувальне місце посадки для Спейс Шатл до закриття програми шатлів у липні 2011-го.
З 2011-го існує програма розширення летовища, будівництва нового терміналу і нової злітної смуги. Більшість основних планів з реновації летовища було завершено 2015 року. Поміж іншим, кількість багажних стрічок збільшено з 16 до 24-х, місць для чекіну − з 96 до 13, кількість гейтів виросла до 40. Новий термінал займає площу вдвічі більшу за старий. Нова злітна смуга поки лишається в планах.

## Термінал
Єдиний діючий термінал відкрито у березні 1973-го. В жовтні 1991-го його розширено. Незважаючи на те, що термінал мав історичну цінність, в 2013 році будівлю старого пасажирського терміналу, відкриту в 1946 році, було демонтовано, щоб звільнити місце для подальшого розширення, яке було відкрито в 2014 році.
Зону для прильотів поділено на чотири зони (A, B, C та D). Зона A обслуговує перельоти до інших Канарських островів, зони B та C − до ЄС та Скандинавії, а Зона D − для решти міжнародних рейсів.
Термінал має дві зони прибуття: «1» та «2», обидві розташовані на нижньому рівні. Зона 1 обслуговує рейси з Іспанії і знаходиться в північній частині. Зона 2 обслуговує решту рейсів і знаходиться у південній частині.

## Авіалінії та напрямки

### Пасажирські
| Авіакомпанія                     | Пункт призначення |
| -------------------------------- | --- |
| Aer Lingus                       | Дублін Сезонний: Корк |
| Air Europa                       | Більбао, Мадрид, Сантьяго-де-Компостела Сезонний: Астурія, Малага, Севілья |
| Air Europa Express               | Фуертевентура, Лансароте, Тенерифе-Північний |
| AlbaStar                         | Сезонний чартер: Мілан-Бергамо |
| ASL Airlines France              | Сезонний чартер: Париж-Шарль де Голль |
| ASL Airlines Ireland             | Сезонний чартер: Дублін |
| Atlantic Airways                 | Сезонний: Вагар |
| Austrian Airlines                | Відень |
| Azores Airlines                  | Мадейра, Понта-Делгада |
| Binter Canarias                  | Агадір, Банжул, Касабланка, Дакар, Дахла, Ель-Аюн, Ієрро, Фуертевентура, Лансароте, Ла-Пальма, Марракеш, Нуадібу, Нуакшот, Пальма-де-Мальорка, Прая, Сал, Тенерифе-Південний, Тенерифе-Північний, Віго Сезонний: Мадейра |
| British Airways                  | Лондон-Хітроу |
| Brussels Airlines                | Брюссель |
| CanaryFly                        | Фуертевентура, Лансароте, Тенерифе-Північний |
| Condor                           | Дюссельдорф, Франкфурт, Гамбург, Ганновер, Лейпциг/Галле, Мюнхен, Штутгарт |
| Corendon Airlines                | Сезонний: Кельн/Бонн (з 1 травня 2019), Мюннстер/Оснабрюк (з 17 квітня 2019) |
| Corendon Dutch Airlines          | Амстердам |
| easyJet                          | Лондон-Гатвік Сезонний: Бристоль, Манчестер, Ньюкасл |
| easyJet Switzerland              | Базель-Мюлуз-Фрайбург Сезонний: Женева |
| Danish Air Transport             | Сезонний чартер: Ольборг, Орхус, Біллунн, Копенгаген, Гетеборг |
| Edelweiss Air                    | Цюрих |
| Enter Air                        | Сезонний чартер: Катовиці, Краків, Познань, Варшава-Шопен, Вроцлав |
| Eurowings                        | Берлін-Тегель, Кельн/Бонн, Дюссельдорф, Гамбург, Ганновер, Нюрнберг, Зальцбург, Штутгарт, Відень |
| Evelop Airlines                  | Сезонний чартер: Альмерія, Астурія, Дала, Порту, Сундсвалль, Тампере, Тронгейм, Валенсія |
| Finnair                          | Сезонний: Гельсінкі |
| Germania Flug                    | Цюрих |
| Helvetic Airways                 | Сезонний: Цюрих |
| Iberia Express                   | Мадрид Сезонний: Астурія |
| Iberia Regional                  | Аліканте, Валенсія Сезонний: Астурія, Леон, Мелілья, Сантандер, Сантьяго-де-Компостела, Валядолід, Віго |
| Icelandair                       | Сезонний: Рейк'явік |
| Jet2.com                         | Белфаст, Бірмінгем, Східний Мідландс, Единбург, Глазго, Лідс-Бредфорд, Лондон-Станстед, Манчестер, Ньюкасл |
| Jet Time                         | Сезонний чартер: Ольборг, Біллунн, Копенгаген, Гальмстад, Гельсінкі, Єнчепінг, Кальмар, Норрчепінг, Еребру, Оулу, Тампере, Умео, Векше |
| Laudamotion                      | Сезонний: Дюссельдорф |
| Luxair                           | Люксембург |
| Lufthansa                        | Сезонний:: Мюнхен |
| Mauritania Airlines              | Нуадібу, Нуакшот |
| Neos                             | Болонья, Мілан-Мальпенса, Верона |
| Norwegian Air Shuttle            | Барселона, Берген, Копенгаген, Дюссельдорф, Гамбург, Гельсінкі, Лондон-Гатвік, Мадрид, Малага, Мюнхен, Осло-Гардермуен, Осло-Торп, Стокгольм-Арланда, Тронгейм Сезонний: Буде, Кельн/Бонн, Гетеборг, Карлстад, Оулу, Рим-Ф'юмічіно, Ставангер, Тромсе |
| Novair                           | Сезонний чартер: Гетеборг, Осло-Гардермуен, Стокгольм-Арланда |
| Royal Air Maroc                  | Касабланка, Дахла, Ель-Аюн |
| Ryanair                          | Барселона, Мілан-Бергамо, Берлін-Шенефельд, Бірмінгем, Болонья, Борнмут, Бристоль, Брюссель-Шарлеруа, Будапешт, Кельн/Бонн, Корк, Дублін, Східний Мідландс, Единбург, Ейндговен, Франкфурт, Франкфурт-Хан, Глазго, Глазго-Прествік, Гамбург, Краків, Лідс-Бредфорд, Ліверпуль, Лондон-Станстед, Мадрид, Манчестер, Мілан-Мальпенса, Піза, Сантьяго-де-Компостела, Севілья, Валенсія, Венеція-Тревізо, Варшава-Модлін, Веце Сезонний: Бремен, Лондон-Лутон, Порту, Осло-Торп, Стокгольм-Скавста |
| Scandinavian Airlines            | Осло-Гардермуен Сезонний: Копенгаген, Стокгольм-Арланда Сезонний чартер: Олесунн, Берген, Біллунн, Гетеборг, Гаугесунн, Крістіансанн, Ставангер, Тронгейм |
| SmartLynx Airlines               | Сезонний чартер: Рига, Таллінн, Вільнюс |
| Smartwings                       | Прага Сезонний чартер: Ліон, Нант, Париж-Шарль де Голль |
| Smartwings Hungary               | Сезонний чартер: Будапешт |
| Smartwings Poland                | Сезонний чартер: Познань, Варшава-Шопен |
| Smartwings Slovakia              | Сезонний чартер: Братислава, Кошице |
| TAP Air Portugal                 | Лісабон |
| Thomas Cook Airlines             | Східний Мідландс, Лондон-Гатвік, Манчестер Сезонний: Белфаст Бірмінгем, Бристоль, Глазго, Лондон-Станстед, Ньюкасл |
| Thomas Cook Airlines Scandinavia | Берген, Біллунн, Копенгаген, Осло-Гардермуен, Стокгольм-Арланда, Тронгейм Сезонний: Ольборг, Гетеборг, Гельсінкі, Єнчепінг, Карлстад, Куопіо, Лулео, Мальме, Еребру, Ставангер, Тромсе, Турку, Умео, Вааса |
| Transavia                        | Амстердам, Ейндговен, Гронінген, Роттердам/Гаага |
| TUI Airways                      | Бірмінгем, Борнмут, Бристоль, Кардіфф, Донкастер-Шеффілд, Східний Мідландс (завершення 29 квітня 2019), Единбург, Глазго, Лондон-Гатвік, Лондон-Станстед, Манчестер, Ньюкасл Сезонний: Белфаст, Ексетер, Лондон-Лутон Чартер: Гетеборг Сезонний чартер: Дублін |
| TUI fly Belgium                  | Брюссель, Брюссель-Шарлеруа, Льєж, Остенде-Брюгге |
| TUI fly Deutschland              | Базель-Мюлуз-Фрайбург, Берлін-Тегель, Кельн/Бонн, Дюссельдорф, Франкфурт, Гамбург, Ганновер, Мюнхен, Саарбрюккен, Штутгарт |
| TUI fly Netherlands              | Амстердам, Ейндговен, Сезонний: Гронінген |
| TUI fly Nordic                   | Чартер: Копенгаген, Осло-Гардермуен, Стокгольм-Арланда Сезонний чартер: Біллунн, Гетеборг, Гельсінкі, Куопіо, Мальме, Оулу, Умео, Вааса |
| Volotea                          | Бордо, Нант, Тулуза |
| Vueling                          | Барселона, Більбао, Гранада, Ліон, Малага, Нант, Париж-Шарль де Голль, Рим-Ф'юмічіно, Севілья, Валенсія (з 2 квітня 2019) Сезонний: Ла-Корунья, Астурія (з 4 квітня 2019), |
| XL Airways France                | Сезонний: Париж-Шарль де Голль |
| White Airways                    | Сезонний чартер: Лісабон |
| WOW air                          | Сезонний: Рейк'явік |

### Вантажні
| Авіакомпанія | Пункт призначення |
| ------------ | ----------------- |
| Swiftair     | Мадрид            |

## Статистика
| Рік                     | Пасажирообіг | Авіатрафік | Вантажообіг (тонн) |
| ----------------------- | ------------ | ---------- | ------------------ |
| 2000                    | 9,376,640    | 98,063     | 43,706             |
| 2001                    | 9,332,132    | 93,291     | 40,860             |
| 2002                    | 9,009,756    | 93,803     | 39,638             |
| 2003                    | 9,181,229    | 99,712     | 40,050             |
| 2004                    | 9,467,494    | 104,659    | 40,934             |
| 2005                    | 9,827,157    | 110,748    | 40,389             |
| 2006                    | 10,286,726   | 114,949    | 38,360             |
| 2007                    | 10,354,903   | 114,355    | 37,491             |
| 2008                    | 10,212,123   | 116,252    | 33,695             |
| 2009                    | 9,155,665    | 101,557    | 25,994             |
| 2010                    | 9,486,035    | 103,087    | 24,528             |
| 2011                    | 10,538,829   | 111,271    | 23,679             |
| 2012                    | 9,892,067    | 100,393    | 20,601             |
| 2013                    | 9,770,253    | 95,483     | 18,781             |
| 2014                    | 10,315,732   | 102,211    | 19,821             |
| 2015                    | 10,627,182   | 100,417    | 18,800             |
| 2016                    | 12,093,645   | 111,996    | 18,588             |
| 2017                    | 13,092,117   | 118,554    | 18,045             |
| Source: Aena Statistics |              |            |                    |

| Місце | Місто                          | Пасажирів | Перевізники                                                            |
| ----- | ------------------------------ | --------- | ---------------------------------------------------------------------- |
| 1     | Düsseldorf, Germany            | 327,472   | Air Berlin, Condor, Germanwings, TUIfly                                |
| 2     | Oslo Gardermoen, Norway        | 298,429   | Norwegian Air Shuttle, SAS, Thomas Cook Scandinavia, TUIfly Nordic     |
| 3     | Stockholm Arlanda, Sweden      | 293,556   | Norwegian Air Shuttle, Ryanair, Thomas Cook Scandinavia, TUIfly Nordic |
| 4     | Amsterdam, Netherlands         | 290,296   | Arkefly, Corendon Airlines, Transavia, Vueling                         |
| 5     | London Gatwick, United Kingdom | 283,443   | easyJet, Norwegian Air Shuttle, Thomas Cook Airlines, Thomson Airways  |
| 6     | Frankfurt, Germany             | 215,099   | Air Berlin, Condor, TUIfly                                             |
| 7     | Manchester, United Kingdom     | 208,613   | Jet2.com, Monarch, Ryanair, Thomas Cook Airlines, Thomson Airways      |
| 8     | Munich, Germany                | 206,002   | Air Berlin, Condor, TUIfly                                             |
| 9     | Copenhagen, Denmark            | 198,708   | Norwegian Air Shuttle, Thomas Cook Scandinavia, TUIfly Nordic          |
| 10    | Helsinki, Finland              | 190,049   | Finnair, Norwegian Air Shuttle, Thomas Cook Scandinavia, TUIfly Nordic |

| Місце | Місто                               | Пасажирів | Перевізники                           |
| ----- | ----------------------------------- | --------- | ------------------------------------- |
| 1     | Madrid–Barajas, Community of Madrid | 1,312,752 | Air Europa, Iberia, Ryanair           |
| 2     | Tenerife, Canary Islands            | 603,108   | Binter Canarias                       |
| 3     | Lanzarote, Canary Islands           | 528,869   | Binter Canarias                       |
| 4     | Fuerteventura, Canary Islands       | 408,865   | Binter Canarias                       |
| 5     | Barcelona, Catalonia                | 331,882   | Ryanair, Vueling Airlines             |
| 6     | Sevilla, Andalusia                  | 175,346   | Air Europa, Ryanair, Vueling Airlines |
| 7     | Malaga, Andalusia                   | 111,161   | Air Europa, Vueling Airlines          |
| 8     | La Palma, Canary Islands            | 96,305    | Binter Canarias                       |
| 9     | Bilbao, Basque Country              | 95,431    | Air Europa, Vueling Airlines          |
| 10    | Santiago de Compostela, Galicia     | 86,449    | Air Europa, Ryanair                   |

| Місце | Місто                  | Пасажирів | Перевізники                                 |
| ----- | ---------------------- | --------- | ------------------------------------------- |
| 1     | Sal, Cape Verde        | 27,326    | TACV, TUIFLY                                |
| 2     | El Aaiun, Morocco      | 24,566    | Binter Canarias, CanaryFly                  |
| 3     | Nouakchott, Mauritania | 23,312    | Binter Canarias                             |
| 4     | Boa Vista, Cape Verde  | 19,492    | TACV, TUIFLY                                |
| 5     | Dakar, Senegal         | 14,601    | Iberia                                      |
| 6     | Casablanca, Morocco    | 14,131    | Binter Canarias                             |
| 7     | Marrakech, Morocco     | 12,247    | Binter Canarias                             |
| 8     | Nouadhibou, Mauritania | 6,621     | CanaryFly, Mauritania Internacional Airways |
| 9     | Banjul, Gambia         | 4,485     | Binter Canarias                             |
| 10    | Dakhla, Morocco        | 3,917     | CanaryFly                                   |

## Наземний транспорт
До летовища можна доїхати дорогами з будь-якої частини острова. З більшості міст до Ґран Канарії ходять автобуси і таксі.
Gran Canaria's main motorway GC1 runs past the airport providing transport links to Las Palmas de Gran Canaria in the North and to the tourist resorts in the South.

## Військова база
На сході від основних злітних смуг знаходиться повітряна база Іспанських повітряних сил.
Найбільшу активність на цій військовій базі можна було побачити в середині 1970-х під час деколонізації Західної Сахари і захоплення її військами Марокко. У 2006 році Іспанія запропонувала використовувати військову базу Ґандо для розташування американських сил в Африці (AFRICOM), але їх було розташовано у німецькому Штутґарті.

## Катастрофа Тенерифе і рух за незалежність
Див. також зіткнення на летовищі Лос-Родеос
О 1:15 в ніч на 27 березня 1977-го в квітковому магазині в терміналі летовища вибухнув пристрій, закладений туди Рухом за незалежність та автономію Канарського архіпелагу. За 10 хвилин почалась евакуація терміналу, 8 людей дістали поранення. Пізніше телефоном владу повідомили про відповідальність за вибух, а також про другу бомбу, закладену в іншому місці в терміналі. Летовище було повністю закрито й обшукано, всі рейси направлялись до Лос Родеос, летовища на півночі Тенерифе. Результатом перевантаження рейсами стало зіткнення, коли о після 17:00 два Боїнга 747s зіткнулись, внаслідок чого загинуло 583 особи. Ця катастрофа вважається найстрашнішою в історії авіації.